# Бини и дух
Бини и дух немачка је телевизијска серија за децу и тинејџере коју производе UFA Fiction и The Walt Disney Company. Приказивана је од 23. маја 2013. до 15. маја 2016. године.

## Радња
Четрнаестогодишња Бини схвата да дели собу с духом Мелхиором ком помаже да исправи почињене неправде и ослободи се из лимба. Заједно решавају криминалне случајеве и покушавају да открију нешто више о Мелхиоровој тајанственој прошлости.

## Улоге
| Глумац              | Улога                    |
| ------------------- | ------------------------ |
| Мерл Јушка          | Бини Бауман              |
| Јоханес Халерворден | Мелхиор фон унд цу Панке |
| Катарина Кали       | Ванда Бауман             |
| Штефен Грот         | Роналд Бауман            |
| Елиз Табеа Трун     | Лука Шустер              |
| Штефан Вајнерт      | Хуберт вон Хорас         |
| Штефан Бекер        | Бодо                     |
| Роберт Келер        | Рет Торн                 |

## Епизоде
| Сезона | Сезона | Епизоде | Епизоде | Оригинално емитовање | Оригинално емитовање |
| Сезона | Сезона | Епизоде | Епизоде | Премијера            | Финале               |
| ------ | ------ | ------- | ------- | -------------------- | -------------------- |
|        | 1.     | 13      | 13      | 23. март 2013.       | 18. јануар 2015.     |
|        | 2.     | 10      | 10      | 10. април 2016.      | 15. мај 2016.        |